# Сапёрный (Санкт-Петербург)
Сапёрный — посёлок в России, внутригородское муниципальное образование в составе Колпинского района города федерального значения Санкт-Петербурга. Население — 1733 чел. (2025).

## История

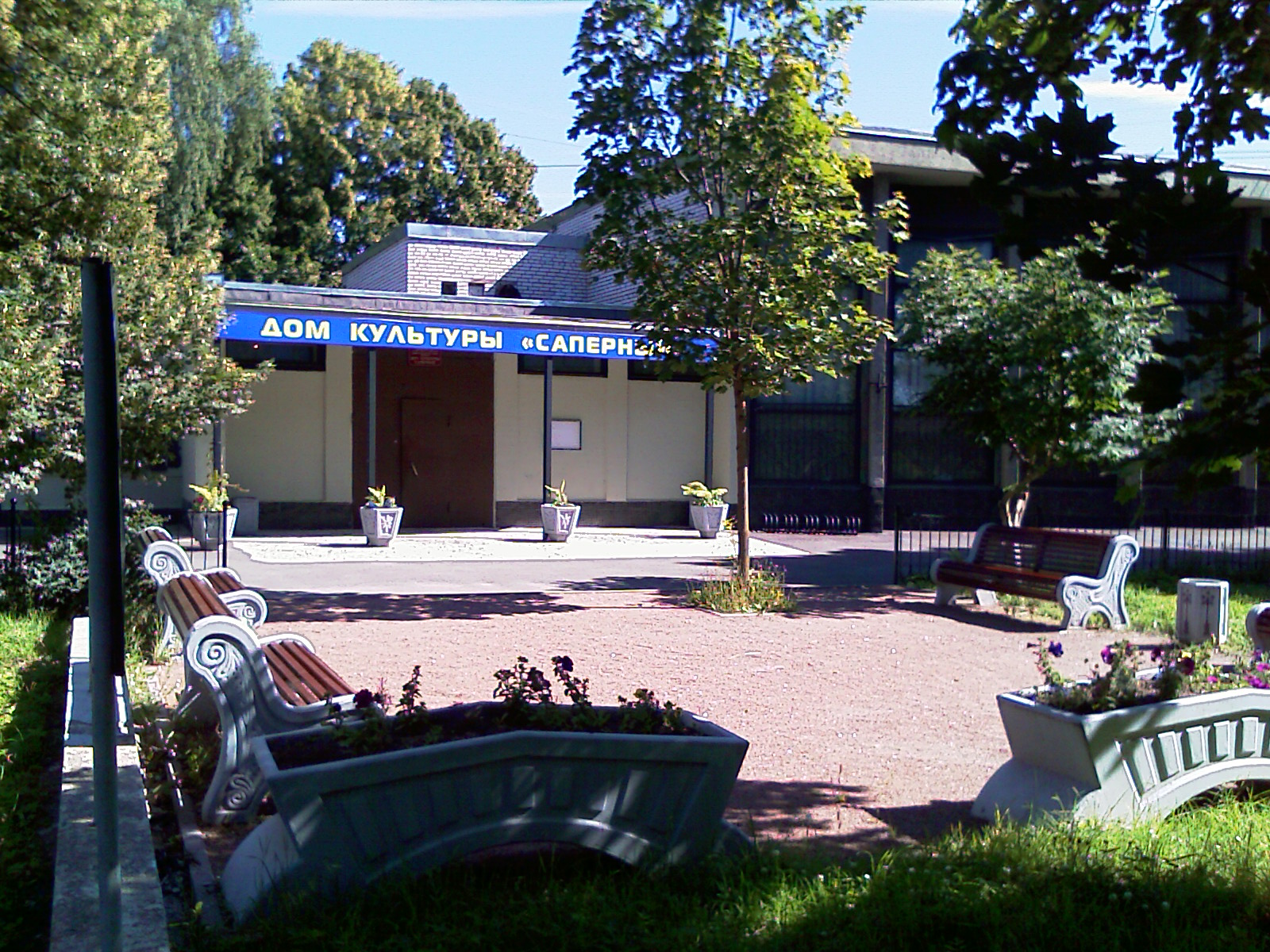
Дом культуры «Сапёрный»

Посёлок назван по Императорскому Сапёрному батальону, лагерь которого находился здесь во 2-й половине XIX века, давший также название проходящему в посёлке Лагерному шоссе.

## Экономика
- Мебельный комбинат «Балтика-мебель».
- Развалины завода Ленспиртострой, разрушенного во время Великой Отечественной войны. В развалинах располагалась воинская часть.

## Демография
| 2002  | 2010  | 2012  | 2013  | 2014  | 2015  | 2016  |
| ----- | ----- | ----- | ----- | ----- | ----- | ----- |
| 1401  | ↘1378 | ↗1393 | ↗1474 | ↗1541 | ↗1582 | ↘1521 |
| 2017  | 2018  | 2019  | 2020  | 2021  | 2023  | 2025  |
| ↗1551 | ↗1570 | ↗1592 | ↗1625 | ↗1652 | ↘1638 | ↗1733 |

## Транспорт
В посёлке расположена железнодорожная станция Сапёрная линии Санкт-Петербург — Мга.

#### Городские автобусы
- 189 : станция метро «Пролетарская» — мебельный комбинат (в обратную сторону с заездом на Дорожную улицу)
- 332 : Колпино, Заводской проспект — мебельный комбинат (в обратную сторону с заездом на Дорожную улицу)

#### Пригородные автобусы
- 438 : Колпино, Ленинградская улица — станция Саблино
- 438з: Колпино, Ленинградская улица — Никольское, завод «Сокол»
- 440 : станция метро «Рыбацкое» — Шлиссельбург, крепость Орешек
- К-440а : станция метро «Рыбацкое» — Отрадное, остановка «Механическая»
- 682 :  станция метро «Рыбацкое» — Никольское, Советский проспект